# Bel·lerofont
|  | Per al planeta extrasolar, vegeu 51 Pegasi b |

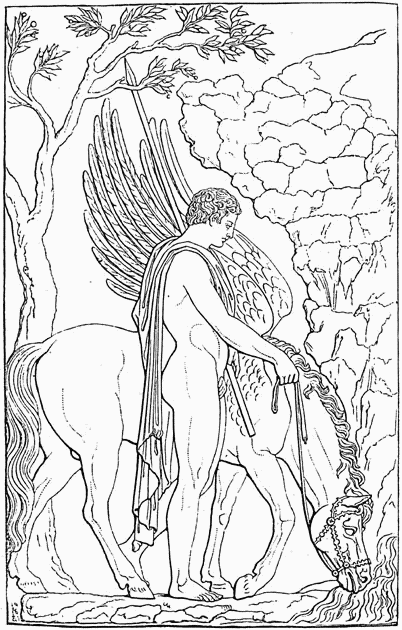
Bel·lerofont i Pegàs.

D'acord amb la mitologia grega, Bel·lerofont (en grec antic Βελλεροφῶν), va ser un heroi grec, fill de Glaucos, rei de Corint, i d'Eurímede.
Segons una llegenda tardana, el seu nom real era Hipònou, però tenia un germà anomenat Bèl·ler, que va matar accidentalment, i d'aquest fet li quedà el sobrenom de "matador de Bèl·ler". Apol·lodor diu que el seu germà, que va matar involuntàriament, es deia Delíades, o potser Pirè, o Alcímenes. Tzetzes, en canvi diu que va matar Bèl·ler, que era, no un germà seu, sinó un tirà de Corint. En tot cas, s'hagué d'exiliar a Argos, on fou acollit pel rei Pretos, que el va purificar. L'esposa de Pretos, la reina Estenebea se n'enamorà, però en no ser corresposta va acusar en fals Bel·lerofont davant el marit. Aquest, creient-se la calúmnia envià el seu hoste a la cort del seu sogre Iòbates, rei de Lícia, amb una carta segellada on instruïa el destinatari perquè matés el missatger. Iòbates, no volent actuar traïdorament matant el seu hoste, ja que un antic costum prohibia matar un home amb qui s'havia compartit taula, li encomanà missions molt perilloses amb l'esperança que no les superaria. Especialment l'envià a lluitar contra la Quimera, una bèstia monstruosa que devastava la regió. Per fer-ho, Atena prestà a l'heroi el cavall volador Pegàs al que va trobar bevent a la font de Pirene, a Corint, i així es pogué acostar al monstre des de l'aire i el traspassà amb les seues sagetes. Llavors Iòbates el va a enviar a lluitar contra els Solimis, un poble especialment bel·licós, al que va vèncer, i tot seguit Iòbates l'envià a lluitar contra les amazones, entre les quals va provocar una gran mortaldat. Finalment, Iòbates va reunir un grup de lidis, els més valents, que preparessin un parany per matar Bel·lerofont. Però l'heroi els va matar a tots. El rei va entendre que els déus el protegien, i, admirat per les seves gestes, li va ensenyar la carta de Pretos, li concedí la mà de la seua filla Filònoe i li va demanar que es quedés amb ell. Abans de morir li llegà el seu reialme. Amb Filònoe, Bel·lerofont va tenir dos fills, Hipòloc i Isandre, i una filla Laodàmia, que amb Zeus va engendrar Sarpèdon.
Orgullós de les seues gestes, Bel·lerofont volgué arribar a l'Olimp muntant Pegàs, el cavall alat, però els déus varen enviar un tàvec contra el cavall, que, enfurismat per la picada, va fer caure el seu genet. Bel·lerofont rebia honors d'heroi a Corint i a Lícia